# Гуннар Андреассен
Гуннар Андреассен (норв. Gunnar Andreassen; 5 січня 1913, Фредрікстад — 23 липня 2002) — норвезький футболіст, що грав на позиції півзахисника за клуб «Фредрікстад», а також національну збірну Норвегії. По завершенні ігрової кар'єри — тренер.
Триразовий чемпіон Норвегії. П'ятиразовий володар Кубка Норвегії.

## Клубна кар'єра
У футболі дебютував 1933 року виступами за команду «Фредрікстад», кольори якої і захищав протягом усієї своєї кар'єри гравця, що тривала цілих вісімнадцять років. За цей час тричі виборював титул чемпіона Норвегії.

## Виступи за збірну
1939 року дебютував в офіційних матчах у складі національної збірної Норвегії. Протягом кар'єри у національній команді провів у її формі 2 матчі.
Був присутній в заявці збірної на чемпіонаті світу 1938 року у Франції, але на поле не виходив.

## Кар'єра тренера
Розпочав тренерську кар'єру невдовзі по завершенні кар'єри гравця, 1953 року, очоливши тренерський штаб клубу «Фредрікстад».
Протягом тренерської кар'єри також очолював команду «Остсіден».
Останнім місцем тренерської роботи був клуб «Фредрікстад», головним тренером команди якого Гуннар Андреассен був протягом 1963 року.
Помер 23 липня 2002 року на 90-му році життя.

## Титули і досягнення
- Чемпіон Норвегії (3):

«Фредрікстад»: 1937–1938, 1938–1939, 1948–1949
- Володар Кубка Норвегії (5):

«Фредрікстад»: 1935, 1936, 1938, 1940, 1950